# 窄齒光牙寶蓮魚
窄齒光牙寶蓮燈魚，為輻鰭魚綱脂鯉目脂鯉亞目脂鯉科的其中一個種。分布於南美洲巴西巴拉那河流域，體長可達3.3公分，棲息在底中層水域，生活習性不明。